# 미네소타 관현악단

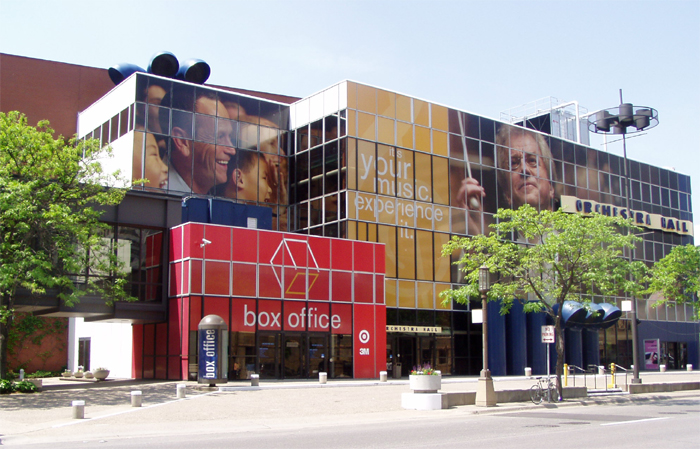

미네소타 관현악단(Minnesota Orchestra)은 미네소타주의 미니애폴리스를 거점으로 하는 미국의 관현악단이다.

## 역사
1903년에 독일계 지휘자 에밀 오버호퍼가 창단했으며, 창단 당시의 명칭은 미니애폴리스 교향악단(Minneapolis Symphony Orchestra)이었다. 첫 연주회는 그 해 11월 5일에 개최되었으며, 오버호퍼는 동시에 초대 음악 감독에 취임해 1922년까지 재임했다. 후임으로는 벨기에의 헨리 베르브뤼헨이 이듬해에 임명되어 1931년까지 재임했으며, 이후 유진 오먼디와 디미트리 미트로풀로스가 차례로 취임해 악단 기량을 점차 향상시켰다.
미트로풀로스가 뉴욕 필하모닉으로 옮겨간 뒤에는 관현악단 조련 전문가로 이름난 헝가리 출신의 안탈 도라티를 영입했으며, 도라티는 1960년까지 11년간 재임하면서 악단 육성에 주력하는 한편 스테레오 기술을 활용한 음반 녹음을 적극적으로 실시해 악단 명성의 확립에 크게 이바지했다. 이어 폴란드 출신의 지휘자인 스타니스와프 스크로바체프스키가 음악 감독으로 부임했으며, 1968년에 악단 명칭을 현재의 것으로 바꾸었다.
스크로바체프스키 이후에는 영국의 네빌 마리너와 네덜란드의 에도 데 바르트가 차례로 직책을 수행했고, 1995년에는 창단 이후 최초로 일본 출신 지휘자 오우에 에이지를 음악 감독으로 초빙했다. 에이지는 2002년까지 유임했고, 후임으로는 핀란드의 오스모 벤스케가 임명되어 현재까지 재임 중이다.

## 주요 활동
상주 공연장으로는 1929년에 건립된 미네소타 대학교 내의 대규모 강당인 노스롭 오디토리엄을 사용하고 있었으나, 1974년에 새로 건립된 미니애폴리스 오케스트라 홀로 옮겨 활동하고 있다. 1980년부터는 여름 특별 콘서트 시리즈인 '좀머페스트(Sommerfest)'를 진행하고 있으며, 이 시리즈 기간 동안에는 축제 전담 음악 감독의 지휘로 공연하고 있다.
이외에도 청소년 음악회나 학생 할인 제도 등을 통해 저연령층을 감상층으로 흡수하는 기획을 시행하고 있으며, 미국 작곡가들의 관현악 작품 창작을 지원하기 위한 컴포저스 인스티튜트도 진행하고 있다. 녹음 활동은 어쿠스틱 녹음 말기였던 1924년부터 시작했으며, 오먼디 재임기에는 말러의 교향곡 제 2번을 세계 최초로 전기 녹음하는 등의 업적을 남기기도 했다.
미트로풀로스도 컬럼비아 레코드(현 소니 클래시컬)과 계약하고 녹음 활동을 했으며, 후임인 도라티는 1954년부터 머큐리와 계약하고 상당량의 녹음을 제작했다. 특히 차이콥스키의 1812년 서곡 녹음은 최초로 종과 대포를 실제 소리로 녹음해 화제가 되었으며, 지금도 오디오파일 CD로 자주 사용되고 있다. 이외에도 무소르그스키나 스트라빈스키, 라흐마니노프 등의 관현악 작품과 협주곡 녹음도 호평을 받았다.
스크로바체프스키는 복스와 주로 계약을 맺고 녹음 활동을 진행했으며, 슈베르트 등의 고전 작품 외에도 쇼스타코비치나 크시슈토프 펜데레츠키 등 근현대 작품을 적극적으로 녹음했다. 오우에는 오디오파일 전문 음반사인 리퍼런스와 계약하고 라흐마니노프와 레스피기, 말러, 번스타인, 리하르트 슈트라우스, 스트라빈스키 등의 관현악 작품을 녹음했다. 벤스케는 스웨덴 음반사인 비스와 계약하고 악단 최초의 베토벤 교향곡 전집을 녹음했다.
주요 연주회는 아메리칸 퍼블릭 미디어(APM)의 미네소타 지국을 통해 미네소타주 외에도 미국 전지역에 생중계되고 있다.

## 역대 음악 감독
- 에밀 오버호퍼 (1903-1922)
- 헨리 베르브뤼헨 (1923-1931)
- 유진 오먼디 (1931-1936)
- 디미트리 미트로풀로스 (1937-1949)
- 안탈 도라티 (1949-1960)
- 스타니스와프 스크로바체프스키 (1960-1979, 이후 계관 지휘자)
- 네빌 마리너 (1979-1986)
- 에도 데 바르트 (1986-1995)
- 오우에 에이지 (1995-2002)
- 오스모 벤스케 (2003-)